# آشیانه پرنده (لبنان)
آشیانهٔ پرنده (ارمنی: Թռչնոց բույն انگلیسی: Bird's nest) یتیم‌خانه و مدرسه است در منطقه جبیل، لبنان که در سال ۱۹۲۲ توسط میسیونر دانمارکی ماریا یاکوبسن بنا گردید و کودکان یتیم در جریان نسل‌کشی ارمنی‌ها در آنجا نگهداری می‌شدند. یاکوبسن تا زمان مرگش (در سال ۱۹۶۰) مدیریت این یتیم‌خانه و مدرسه را برعهده داشت. در روز ۱۸ ژوئیه ۲۰۱۵ در یکصدمین سالگرد نسل‌کشی ارمنی‌ها، موزه یتیمان ارمنی در یکی از قدیمی‌ترین ساختمان‌های آشیانهٔ پرنده افتتاح شد.

## نگارخانه

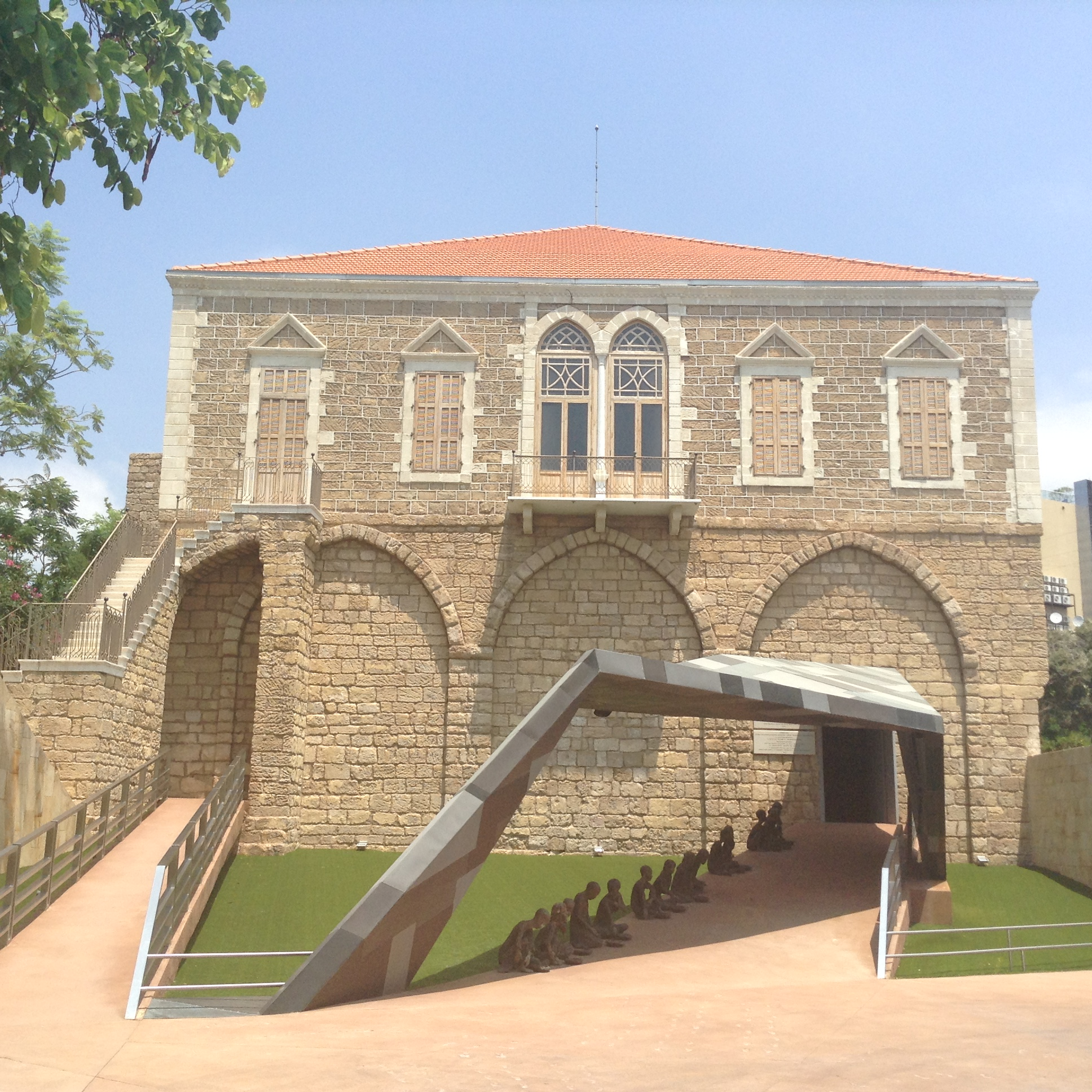
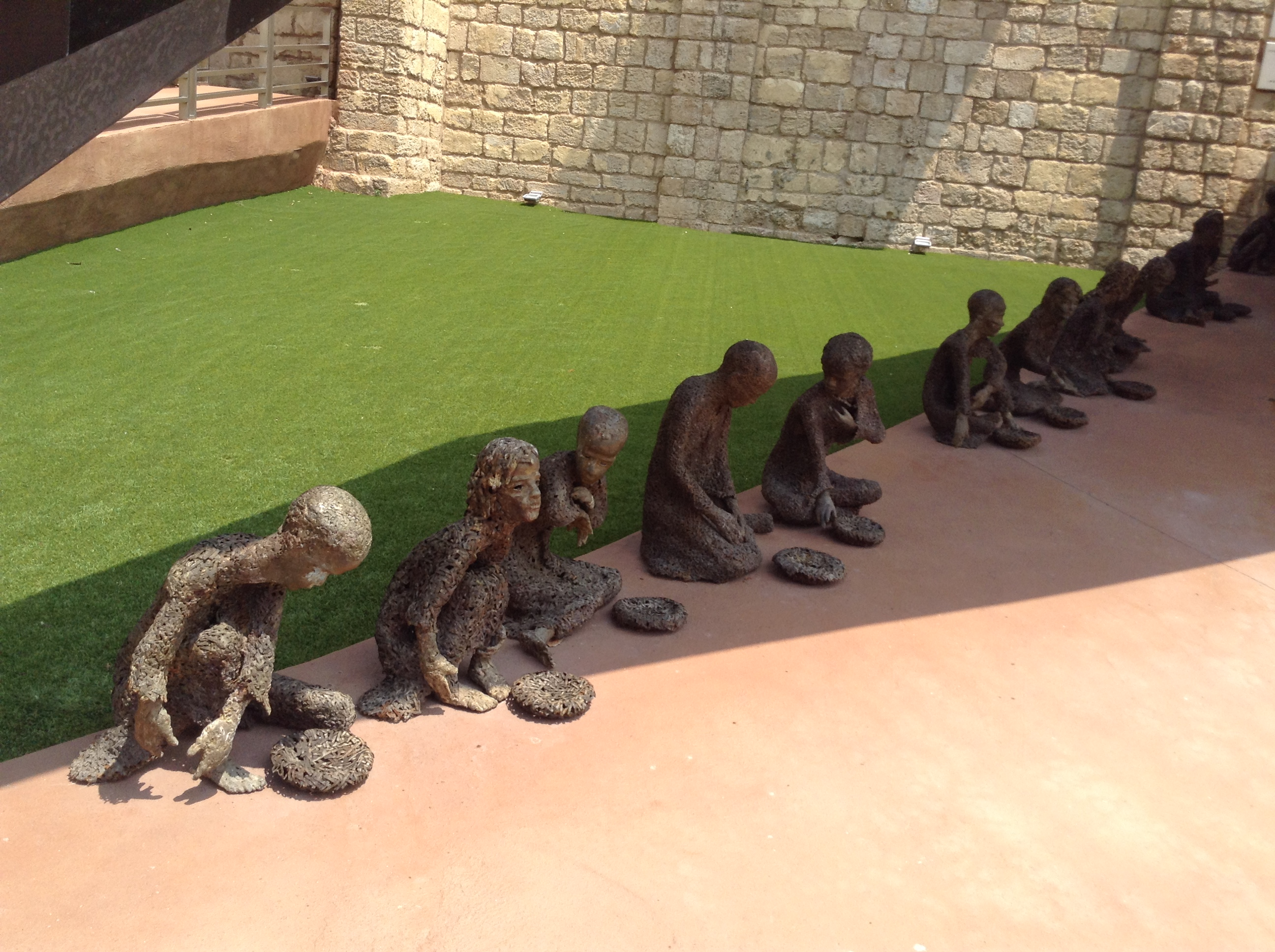
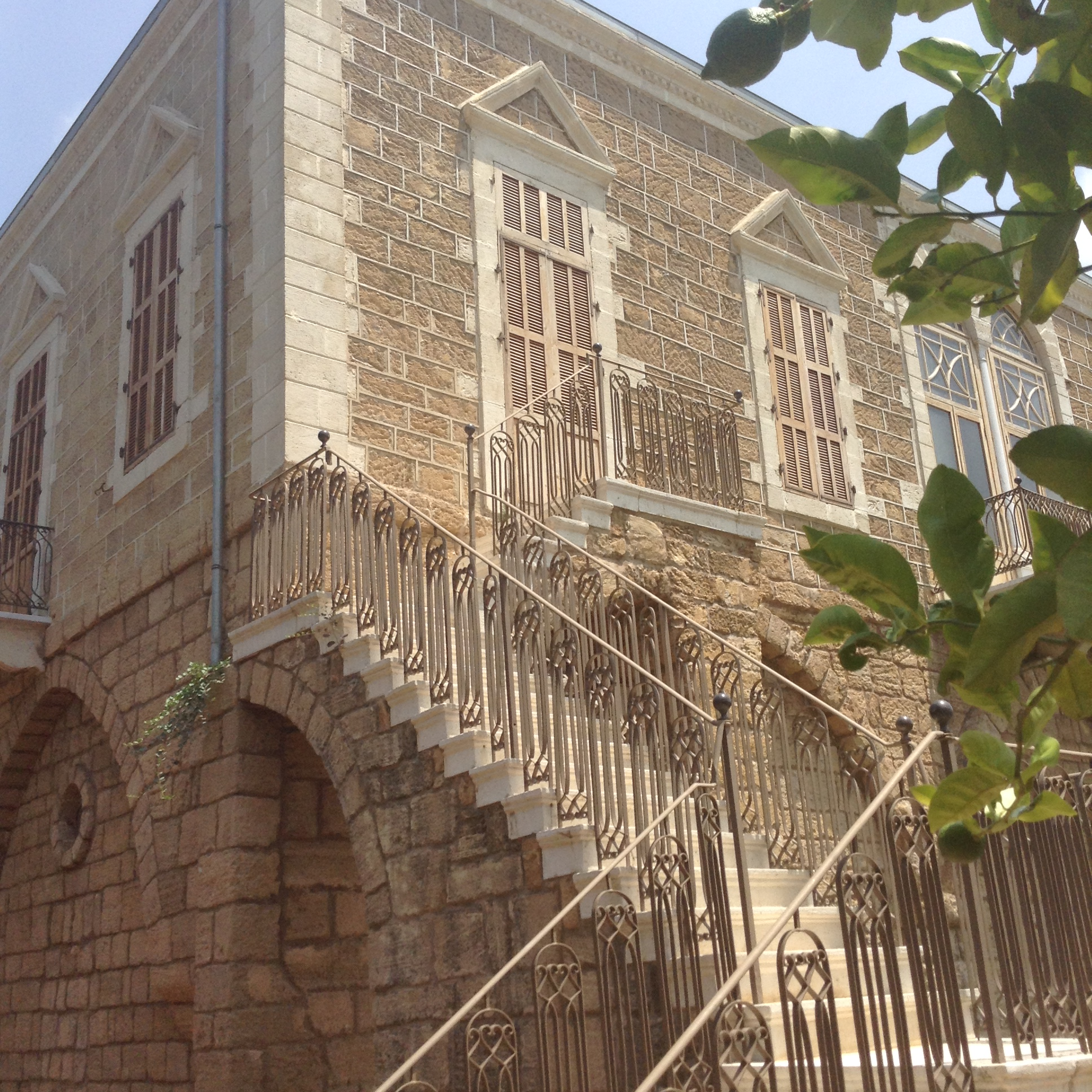
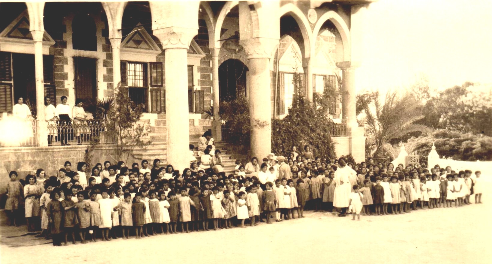
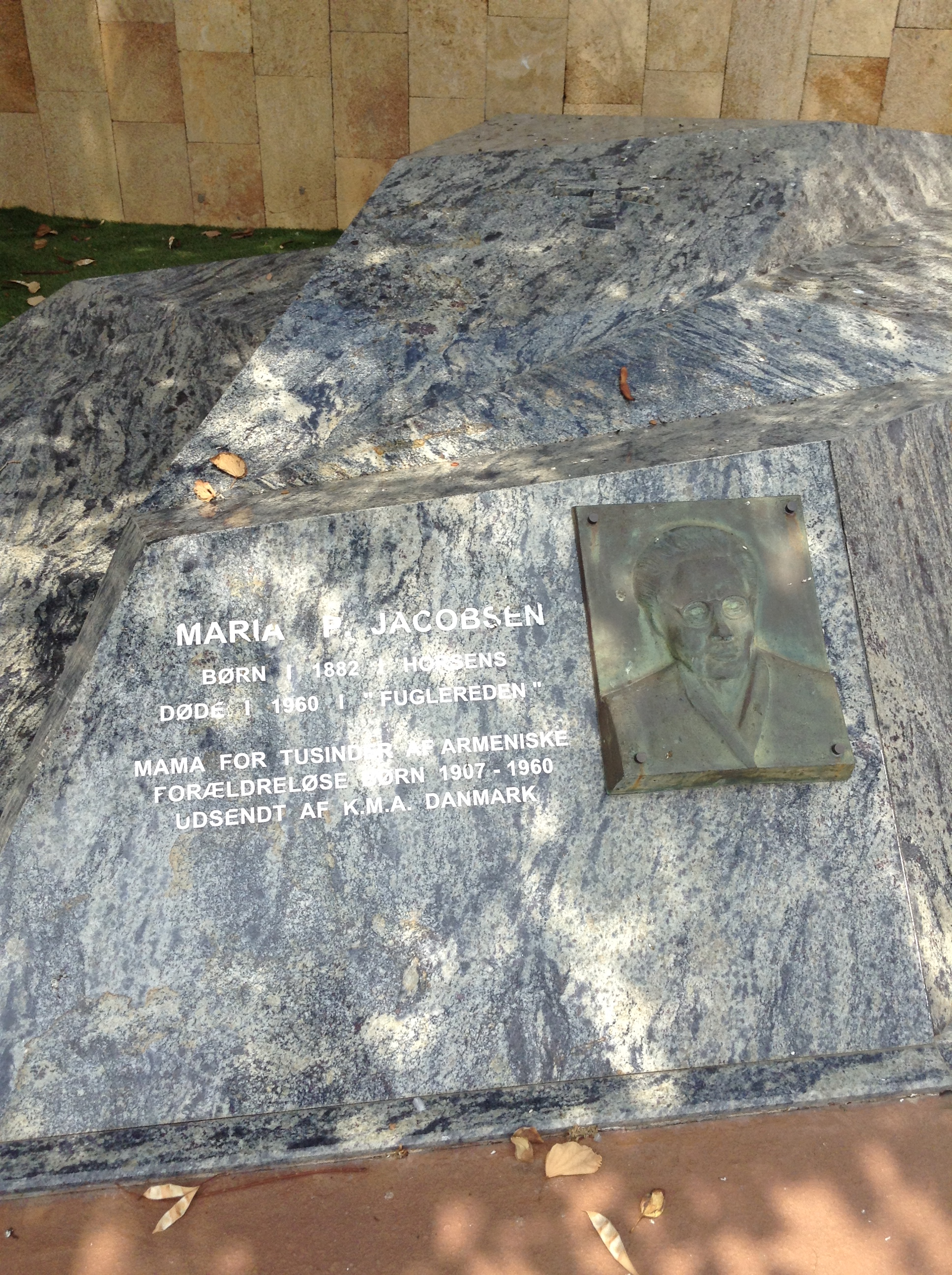